# Phrumsengla-Nationalpark
Der Phrumsengla-Nationalpark (ཕྲུམ་སེང་རྒྱལ་ཡོང་གླིང་ག, früher Thrumsingla-Nationalpark) ist einer der fünf großen Nationalparks in Bhutan. Er liegt im Zentrum des Landes und hat eine Fläche von über 905 Quadratkilometern. Flächenmäßig ist er damit der kleinste Nationalpark.

## Lage
Der Nationalpark erstreckt sich insgesamt über 5 Distrikte, Mongar, Lhuntse, Bumthang, Trongsa und Zhemgang, wobei der flächenmäßig größte Teil im Mongar Distrikt liegt. Durch den Nationalpark führt die Lateral Road mit dem Thrumshing La Pass. Die größte Ortschaft im Park ist Sengor. Die höchsten Berge erstrecken sich von 1000 bis über 4000 Meter.

## Flora und Fauna
Der Phrumsengla-Nationalpark besteht zu 94 % aus bewaldeter Fläche (meist Tannenwälder) und weist damit eine große Artenvielfalt auf. Im Park leben über 68 vom Aussterben bedrohte Säugetierarten wie der Tiger, der Leopard oder auch der Rote Panda, 620 verschiedene Pflanzenarten und über 341 Arten von Vögeln, darunter der Blutfasan, der Brauenschnäpper, der Nepalhornvogel, das Rotbrust-Waldrebhuhn, der Rosenschwanztrogon oder der Schmuckkleiber. BirdLife International weist das Gebiet als Important Bird Area aus.
Der Nationalpark erstreckt sich von alpinen Bergregionen bis in die Subtropen und bietet somit malerische Ausblicke.

## Tourismus
Der Nationalpark wird aufgrund seiner Lage an der Lateral Road und der damit verbundenen sehr guten Anbindung als großes Touristenziel ausgeschrieben. Er soll ein harmonisches Gleichgewicht zwischen Mensch und Natur herstellen.